# Lusoponte
A Lusoponte é a concessionária das duas travessias rodoviárias sobre o rio Tejo em Lisboa, ponte Vasco da Gama e ponte 25 de Abril, até 24 de março de 2030. A concessionária tem também o exclusivo para a construção e exploração de uma terceira travessia rodoviária sobre o rio Tejo, entre a foz do rio e Vila Franca de Xira.
A estrutura accionista da Lusoponte, é constituída pela Lineas – Concessões de Transportes, SGPS, S.A. (do Grupo Mota-Engil e pela Vinci Highways, S.A.S. 
Em 2018, a Lineas – Concessões de Transportes, SGPS, S.A. passou a deter 2.090.546 ações da Lusoponte, correspondentes a 41,81% do capital social, e a Vinci Highways, S.A.S. ficou detentora de 2.049.149 ações, representando 40,98% do capital social da Lusoponte.

O Presidente do Conselho de Administração é o Eng.º Joaquim Ferreira do Amaral.
O contrato de concessão assinado entre o Estado e a Lusoponte tem sido alvo de frequente polémica, nomeadamente por o atual Presidente do Conselho de Administração ter sido o responsável pela negociação e assinatura do contrato enquanto Ministro das Obras Públicas, Transportes e Comunicações de um governo de Aníbal Cavaco Silva e por muitas das cláusulas serem consideradas lesivas do interesse público.De facto, no relatório da comissão de inquérito às parcerias público-privadas, entregue em Junho de 2013 no Parlamento, as maiores críticas são direcionadas aos contratos feitos no sector rodoviário, com destaque para a Lusoponte, que a comissão classifica como “um dos piores exemplos” de negociação de parcerias público-privadas. Neste caso, o relatório indica que os acordos de reequilíbrio financeiro desta concessão já custaram aos contribuintes portugueses quase 847 milhões de euros.